# تأثير جائحة كوفيد-19 على صناعة اللحوم في الولايات المتحدة

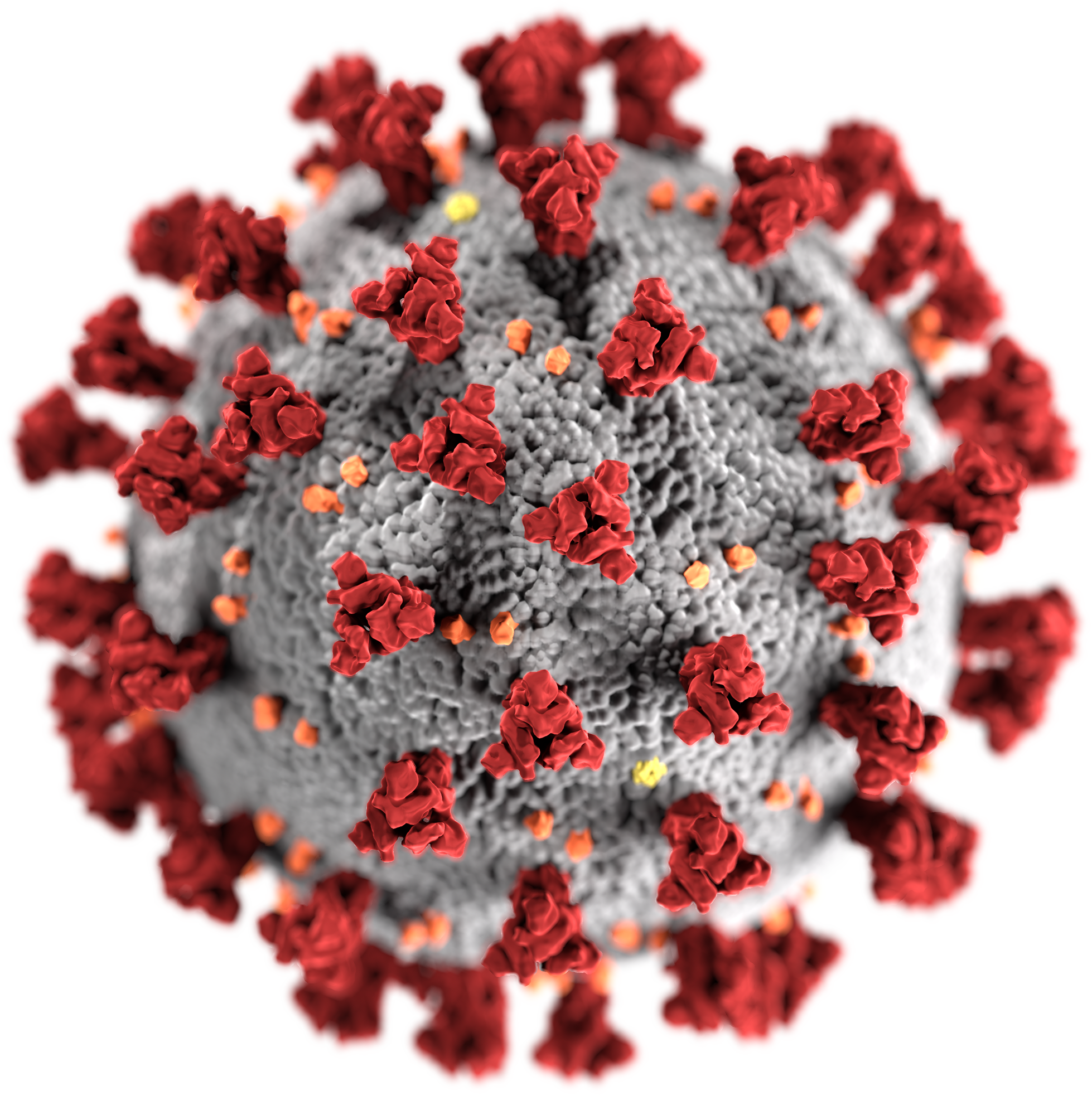

تفشى فيروس كورونا المستجد في مصانع اللحوم والدواجن في الولايات المتحدة خلال جائحة كوفيد-19. أثرت هذه الجائحة على عشرات المصانع، ما أدى إلى إغلاق بعضها وتعطيل مصانع أخرى، وشكل ذلك تهديدًا كبيرًا لإمدادات اللحوم في الولايات المتحدة، وبحلول 27 أبريل سُجلت إصابات في أكثر من 115 منشأة لصناعة اللحوم في 23 ولاية أمريكية، وشُخصت إصابة أكثر من 4,913 عامل بفيروس كورونا المستجد، وهو ما يُشكل 3% من مجمل القوى العاملة في صناعة اللحوم، مع تسجيل 20 حالة وفاة، وبحلول 5 مايو ارتفع عدد العمال المصابين إلى أكثر من 10 آلاف عامل في 29 ولاية يعملون في 170 مصنع، وتوفي أكثر من 45 منهم.

## خلفية
أصدر مكتب محاسبة الحكومة الفيدرالي في الولايات المتحدة تقريرًا في عام 2016 أكد أن أمراض عمال اللحوم والدواجن مرتفعة نسبيًا مقارنة بالعاملين في القطاعات الأخرى، ولكن هؤلاء العمال كانوا أقل تبليغًا عن الأمراض التي يتعرضون لها خوفًا من فقدان وظائفهم حتى قبل حدوث جائحة كوفيد-19. يكون هؤلاء العمال قريبين جدًا من بعضهم أثناء العمل ما يجعل من تطبيق التباعد الاجتماعي أمرًا مستحيلًا تقريبًا وفقًا لمتحدث باسم منظمة مراقبة الأغذية والمياه. انتقد عدد من هؤلاء العمال ومديريهم التوصيات التي أصدرتها مراكز مكافحة الأمراض والوقاية حول تطبيق التباعد الاجتماعي وتدابير الحماية الشخصية معتبرين أن هذه التوصيات غير قابلة للتنفيذ. 
خففت وزارة الزراعة الأمريكية في أبريل 2020 تدابير الحماية في 15 مصنعًا للدواجن من خلال السماح بتسريع الإنتاج ويادة كميته، وقد انتقد الاتحاد الدولي لعمال الأغذية والتجارة هذا القرار لأنه سيؤدي إلى ظروف عمل أكثر ازدحامًا، ما يرفع خطر الإصابة بفيروس كورونا المستجد.

## التأثير العام

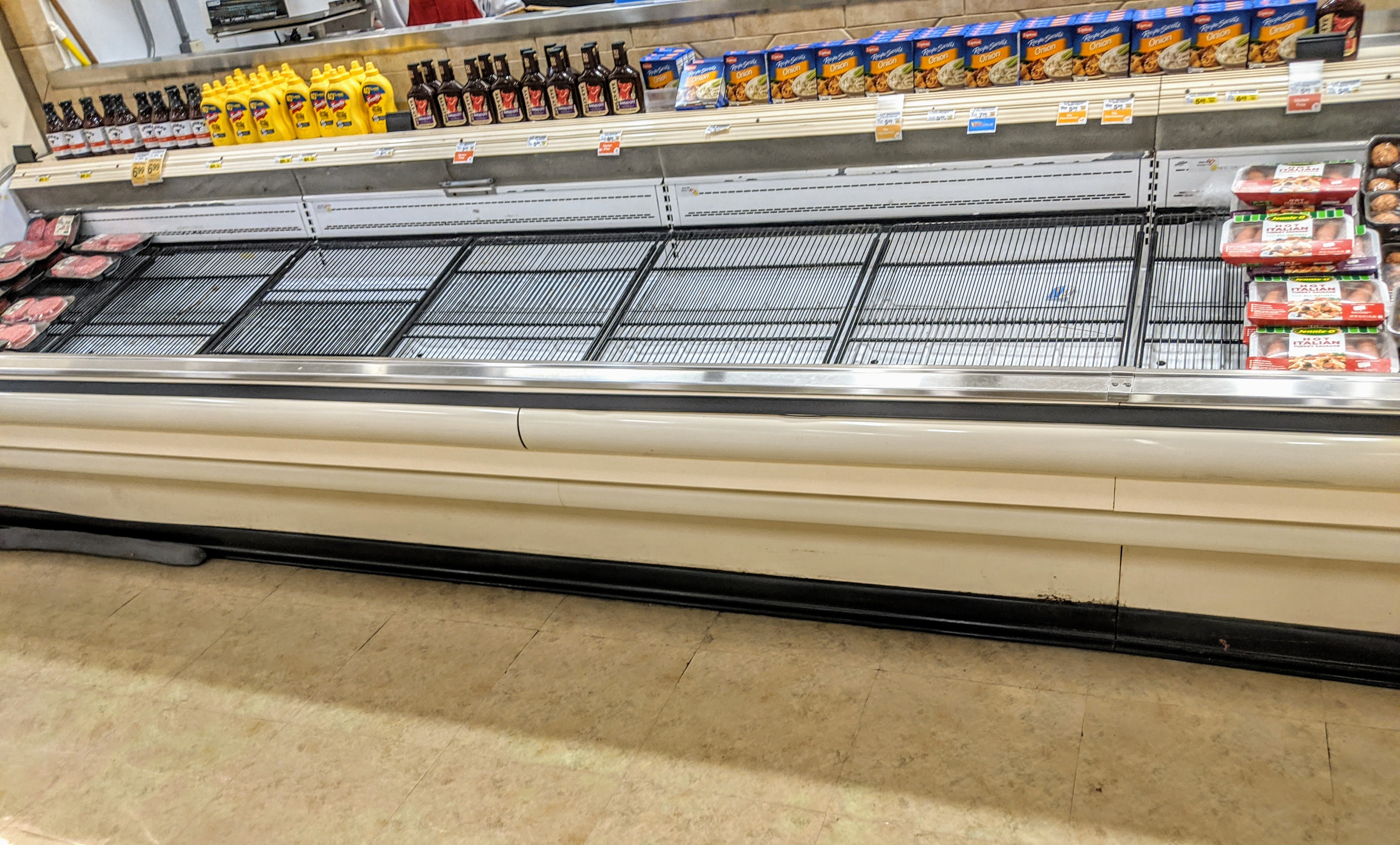
عرض لحوم شبه فارغ في سوبر ماركت أثناء جائحة كوفيد-19 في كاليفورنيا، نتيجة لتأثيرات نقص الإمدادات واضطرابات صناعة اللحوم

شُخصت أكثر من 3400 إصابة بفيروس كورونا المستجد في 62 مصنع لحوم في 23 ولاية أمريكية بحلول 23 أبريل، وبحلول 1 مايو بلغ عدد مصانع تعبئة وتغليف اللحوم التي حدثت فيها حالات مؤكدة (بما في ذلك المخابز ومصانع منتجات الألبان) أكثر من 99 منشأة، وشُخصت إصابة أكثر من 6800 عامل مع 25 حالة وفاة. أصدرت مراكز السيطرة على الأمراض والوقاية منها تقريرًا يفيد بأنه بحلول 27 أبريل كان هنا 4913 عاملًا على الأقل في مصانع اللحوم والدواجن مصابون بفيروس كورونا المستجد يعملون في 115 مصنع في 19 ولاية أمريكية، وقد توفي منهم 20 شخصًا على الأقل. قال عالم الاجتماع لورديس جوفيا إن تفشي وباء كوفيد-19 كشف عن ظروف خطرة طويلة الأمد يتعرض لها عمال اللحوم أثناء عملهم.

### التأثير على إمدادات الغذاء
قالت كريستين ماكراكين التي تعمل كمحللة لحوم في مؤسسة رابوبانك العالمية: إن إنتاج اللحوم في الولايات المتحدة انخفض بنسبة 20% بحلول أواخر أبريل، وتوقعت أن ترتفع أسعار لحوم الجملة، وأن ترتفع أسعار البيع بالتجزئة للحوم البقر المفرومة على وجه الخصوص. خلص تحقيق أجرته صحيفة يو إس إيه توداي ومركز ميدويست الاستقصائي إلى أنه وبحلول 21 أبريل انتشرت عدوى فيروس كورونا المستجد في أكثر من 48 معمل لتعليب اللحوم في الولايات المتحدة، ما أدى إلى إصابة أكثر من 2200 عامل ووفاة 17 مصاب من بينهم، وأن الوباء قد أدى أيضًا لإغلاق أكثر من 17 مصنع. ووفقًا لتقرير نشرته صحيفة نيويورك تايمز، فقد كشفت جائحة كوفيد-19 كيف أصبحت هذه المعامل أضعف حلقة في سلسلة إمدادات الغذاء في البلاد، ما شكل تحديًا خطيرًا لإنتاج اللحوم.
وفقًا لتقرير ديلي لايفستوك ريبورت الذي نشرته شركة ستينر كونسولتينغ: انخفض ذبح الماشية في الولايات المتحدة بنسبة 19% في الأسبوعين الثاني والثالث من أبريل 2020 مقارنة بالفترة نفسها من عام 2019. وأوضح تقرير نشرته وكالة بلومبرغ نيوز في 23 أبريل أنَّ إمدادات لحم الخنزير والبقر والدواجن المُخزنة في برادات التخزين تكفي لأسبوعين تقريبًا، ومع استمرار إغلاق المصانع لمدة 14 يومًا لأسباب تتعلق بالسلامة فإن احتمال توقف إمدادات اللحوم وارد جدًا، وتوقع دنيس سميث من شركة آرتشر في نفس التقرير السابق أن يحدث نقص اللحوم في محلات البيع بالتجزئة بعد أسبوعين من الآن، مضيفًا أن المتاجر الكبيرة ستتمكن من تأمين احتياجاتها، بينما لن تتمكن المتاجر الأخرى من ذلك.
أبلغت شركة تايسون فود مستثمريها في 4 مايو أن إنتاج لحم الخنزير في الولايات المتحدة انخفض بنسبة 50%، وفي نفس اليوم فرضت شركة كاستكو قيودًا على مبيعات اللحوم الطازجة، ما حد من شراء العملاء لثلاثة أصناف تشمل منتجات الدواجن ولحم البقر ولحم الخنزير، وفرضت سلاسل متاجر كروغر ويغمانز قيودًا مماثلة على مبيعات اللحوم، وحذت حذوها سلاسل متاجر أخرى شهيرة. توقفت مطاعم وينديز في 5 مايو عن تقديم الهامبرغر في حوالي 20% من مطاعمها في الولايات المتحدة البالغ عددها 5,500، إذ تستخدم هذ المطاعم اللحم المفروم الطازج وليس المجمد، وتركز النقص في الولايات التي أغلقت فيها مصانع معالجة لحوم البقر الرئيسية. ذكرت صحيفة الغارديان في 29 أبريل أنه قد أعدم حوالي مليوني رأس من الماشية نتيجة إغلاق مصانع اللحوم.

### السياسات وتطبيقها
توفي اثنان من مفتشي وزارة الزراعة الأمريكية نتيجة إصابتهما بكوفيد-19 في 23 أبريل، وكان أحد هؤلاء المفتشين يعمل في مكتب شيكاغو المسؤول عن عمليات التفتيش التي تتعلق بسلامة الأغذية، وقبل وفاته كان يقوم بمهامه الدورية التي يزور من خلالها مختلف مرافق تجهيز اللحوم وتصنيعها. أثبتت الاختبارات لاحقًا وجود 137 إصابة بفيروس كورونا على الأقل بين موظفي وزارة الزراعة الأمريكية، بالإضافة لتوقف 704 موظف عن العمل بسبب نقص معدات الواقية اللزمة للعمل في بيئة عالية الخطورة.
أصدرت إدارة السلامة والصحة المهنية التابعة لوزارة العمل الأمريكية ومراكز السيطرة على الأمراض والوقاية منها في 26 أبريل توصيات ومبادئ توجيهية لمعامل تعبئة اللحوم وتجهيزها داعيةً إلى وجود مسافة أمان تُقدر بستة أقدام على الأقل بين العمال، بالإضافة لإجراء الفحوصات الصحية الضرورية وارتداء العمال للأقنعة، وفي 28 أبريل أعلن الرئيس الأمريكي دونالد ترامب أنه ينوي إصدار أمر تنفيذي بموجب قانون الإنتاج الدفاعي ينص على بقاء المصانع المنتجة للحوم البقر والخنزير والدواجن والبيض مفتوحة. تشاور المستشار العام للبيت الأبيض بات سيبولون مع العديد من الشركات لصياغة تفويض فيدرالي يبقي المصانع مفتوحة ويسمح بتزويدها بتجهيزات إضافية لاختبار الفيروسات بالإضافة إلى معدات واقية، لكن ستيوارت أبلباوم أحد رؤساء النقابات العمالية صرَّح ردًا على ذلك: أتمنى أن تهتم هذه الإدارة بحياة العمال كما تهتم بلحوم البقر والخنازير ومنتجات الدواجن. أصدر مارك بيرون رئيس الاتحاد الدولي لعمال الغذاء بيانًا ردَّ فيه على ترامب وأشار إلى أن ما لا يقل عن 20 عاملًا في تعليب اللحوم قد ماتوا بشكل مأساوي بسبب فيروس كورونا، في حين أُدخل أكثر من 5000 عامل إلى المستشفى أو ظهرت عليهم أعراض الإصابة بالفيروس، وحث الإدارة الأمريكية على أن تسنَّ على الفور معايير سلامة واضحة وقابلة للتنفيذ تجبر جميع شركات تعليب اللحوم على توفير أعلى مستوى من معدات الحماية من خلال الوصول إلى المخزون الفدرالي من معدات الحماية الشخصية، وضمان إجراء الاختبارات اليومية للعمال ومن يحيط بهم، وفرض التباعد الاجتماعي في جميع المصانع، ومنح إجازة مرضية مدفوعة الأجر لأي عامل مصاب، ويجب مراقبة هذه المصانع باستمرار من قبل مفتشين فدراليين، ويجب أن يحصل العمال على التمثيل المناسب لضمان عدم انتهاك حقوقهم.

## توصيات مراكز السيطرة على الأمراض والوقاية منها
تعد مصانع اللحوم والدواجن من الدعامات الأساسية للبنية التحتية، ووفقًا لتوصيات مراكز السيطرة على الأمراض والوقاية منها، قد يُسمح للعمال بمواصلة العمل حتى بعد التعرض المحتمل لفيروس كورونا بشرط ألا تظهر أي أعراض على المصاب، وأن تتخذ احتياطات إضافية لحماية المصابين والمجتمع. ورغم ذلك، أشارت التوصيات إلى احتمال أن تساهم بيئات العمل بإصابة عمال اللحوم، لأنهم غالبًا ما يعملون بالقرب من بعضهم البعض أثناء نوبات العمل الطويلة.
أما بالنسبة للضوابط الهندسية فتركز التوصيات على تهيئة بيئات العمل المجتمعية بحيث تحقق تباعد بين العمال بما لا يقل عن ستة أقدام، بما في ذلك العمال على طول خطوط المعالجة، واستخدام الحواجز المادية مثل الستائر أو الزجاج الشفاف لفصل العمال عن بعضهم البعض، وضمان التهوية الكافية. وبالنسبة للضوابط الإدارية يُنصح بتنظيم موعد وصول العمال واستراحتهم ومغادرتهم بشكل مدروس، وتوحيد ورديات العمال بحيث يعمل كل فريق مع بعضه بشكل دائم، وتجنب استخدام السيارات للتنقل من وإلى العمل، وتطبيق برنامج لفحص العمال قبل الدخول إلى مكان العمل ووضع معايير للعودة إلى العمل للعمال المعافين واستبعاد المرضى أو المشبوهين عن العمل. توصي مراكز السيطرة على الأمراض والوقاية منها باستخدام العمال واقيات خاصة للوجه، والنظر في السماح بالاستخدام الطوعي لأجهزة التنقية مثل أقنعة N95، وتوصي بارتداء أقنعة الوجه القماشية التي يجب استبدالها إذا أصبحت مبللة أو متسخة أو ملوثة بشكل واضح أثناء نوبة العمل، على الرغم من أن أقنعة الوجه القماشية لا تعتبر من معدات الحماية الشخصية.

## الحلات حسب المشغل

### ألن هاريم
ألين هاريم هي شركة محلية منتجة للدجاج مقرها ديلاوير، تعود ملكيتها لمجموعة هاريم في كوريا الجنوبية. في 8 أبريل، أعلنت الشركة أنها ستبدأ في «إخلاء عدد كبير من القطعان من الحقل» بسبب نقص العمالة بسبب الوباء. الشركة غير قادرة على إنتاج الكميات التي تنتجها عادةً لأن حوالي 50% من موظفيها لن يستطيعوا الوصول إلى العمل. مليونا دجاجة تقريبًا ستُقتَل ويتم التخلص منها في المزارع المحلية في ديلاوير وماريلاند، ولن تصل إلى السوق.

### مجموعة أمريكان فود
تعد مجموعة أمريكان فود خامس أكبر منتج للحوم البقر في الولايات المتحدة. في 21 أبريل، أعلن مسؤولو الصحة أن 39 حالة إصابة بالفيروس التاجي مرتبطة بمصنع أمريكان فود في غرين باي في ويسكنسن، وبحلول 1 مايو كانت قد ثبتت إصابة 203 من العاملين في مصنع غرين باي بفيروس كوفيد-19.

### بيل وإيفانز
تأسست شركة بيل وإيفانز في عام 1894، وهي أقدم علامة تجارية للدواجن في الولايات المتحدة. توظف الشركة 1700 عامل في مصنعها الحديث لتصنيع الدجاج في فريدريكسبيرغ في بنسلفانيا، وهي واحدة من أكبر أرباب العمل في مقاطعة لبنان في بنسلفانيا. تصنّع الشركة منتجات الدجاج العضوية الخالية من المضادات الحيوية والتي تُباع من خلال أسواق «هول فود».
توفي عامل وزوجة عامل آخر في المصنع بفيروس كوفيد-19. تشير الدلائل إلى وجود تفشي في المصنع، لكن الشركة لم تنشر أي إحصاءات. في 1 مايو، أجرت 30 سيارة موكب جنازة وهمية خارج المصنع. قال باتي توريس وهو ناشط في «ميك ذا رود بينسلفينيا»: «ندعو شركة بيل وإيفانس إلى إغلاق المصنع على الفور وتنظيفه ودفع رواتب موظفيهم بالكامل ... قبل أن يتسبب فيروس كوفيد-19 في إزهاق المزيد من الأرواح وتدمير المزيد العائلات». خلص تحقيق أجرته فيلادلفيا إنكوايرر إلى أن ثمانية عمال كانوا يركبون السيارة معًا جميعهم أصيبوا بالفيروس، وتوفي واحد من بين المجموعة.

### كارجيل ميت سولوشنز
ميت سولوشنز هي قسم من كارجيل، أكبر شركة تعود ملكيتها للقطاع الخاص في الولايات المتحدة، ومنتج رئيسي للغذاء. يُنتج قسم اللحوم اللحم البقري والديك الرومي لسوق أمريكا الشمالية. في أبريل 2020، أُثبتَت إصابة 130عامل في مصنع كارجيل لتعبئة اللحوم في هازلتون في بنسلفانيا بالفيروس التاجي، وأُغلِق المصنع إثر الحادثة.  في 16 أبريل، أعلن كارجيل أن مصنعًا في فورت مورغان في كولورادو، عمد إلى تقليل عملياته بعد أن تأكد إصابة 18 عامل، ووفاة عامل واحد. بحلول 18 مايو، أكّد مسؤولو الصحة العامة المحليون إصابة 68 عامل في مصنع كارجيل في فورت مورجان، توفي ثلاثة من العمّال.

### كوناغرا براندز
كوناغرا براندز هي شركة أمريكية تصنّع الأغذية المعلّبة. في 17 أبريل، أغلقت كوناغرا مصنعًا في مارشال بولاية ميزوري، بعد أن أثبتت الاختبارات إصابة حوالي 20 موظفًا بالفيروس التاجي. ينتج المصنع -الذي يعمل فيه حوالي 700 عامل- وجبات مجمدة بما في ذلك فطائر الدجاج والديك الرومي التي تباع تحت اسم العلامة التجارية «باكيت فودز».

### إمباير كوشر
إمباير كوشر هي أكبر منتج للدواجن ولحم البقر الكوشر (الكشروت) في الولايات المتحدة. في 2 أبريل، أُغلَق مصنع إمباير كوشر لتجهيز الدجاج في ميفلينتاون بولاية بنسلفانيا، يعمل في المصنع 550 عاملًا، ذلك بعد أن أثبتت إصابة اثنين من العاملين بفيروس كوفيد-19. هذه هي المنشأة الرئيسية للشركة. كان من المقرر إعادة افتتاح المصنع في 13 أبريل، ولكن أُجّلت إعادة الافتتاح لمدة أسبوع على الأقل.

### فوستر فارمز
فوستر فارمز هي شركة إنتاج دجاج وديك الرومي مقرها كاليفورنيا وتعمل بشكل رئيسي على الساحل الغربي. بحلول 20 أبريل، شُخّصَت إصابة أربعة عمال بـكوفيد-19 في مصنع فوستر فارمز في كيلسو في واشنطن. ووصف مسؤولو الصحة في مقاطعة كوليتز بواشنطن الحالات بأنها «عنقودية». في 22 أبريل، أكّدت شركة فوستر فارمز إصابة أحد العاملين في أحد مصنعيها في فريسنو بولاية كاليفورنيا بفيروس كوفيد-19. يعمل في هذين المصنعان حوالي 3,000عامل. 

### هورميل فودز
هورميل فودز هي شركة معروفة جيدًا بمنتجاتها من لحم الخنزير المعلب، تنتج بالإضافة إلى الأخير منتجات لحم الخنزير أخرى ولحم البقر والضأن والدجاج. في 18 أبريل، أغلق مسؤولو الصحة المحليون مصنعًا لهورميل فودز في روشيل في إلينوي، يعمل فيه 800 شخصًا بعد أن أثبتت النتائج إصابة 24عاملًا بالفيروس التاجي. في 21 أبريل، أعلنت هورميل إغلاق ثلاثة مصانع لتجهيز اللحوم، بما في ذلك مصنع ألما فودز في ألما في كانساس. يعمل في هذا المصنع حوالي 100 عامل، ثبتت إصابة عامل واحد على الأقل بالفيروس التاجي. كما أغلقت هورمل مصنعها دون ميغيل فودز في دالاس في تكساس، وهو مشروع مشترك مع شركة مكسيكو سيتي، هيرديز ديل فويرتي. ينتج المصنع لحم الخنزير ولحم البقر والدجاج البوريتو والتاكو، ويوظف حوالي 700 عامل، وفي 24 أبريل، أعلنت هورميل إغلاق مصنعين في ويلمار في مينيسوتا، بعد إثبات إصابة 14 عاملًا بفيروس كورونا. وظفّت مصانع جيني-أو للدجاج التركي أكثر من 1200عامل.

### إنديانا باكرز
إنديانا باكرز هي شركة لإنتاج لحم الخنزير، وهي مشروع مشترك بين الشركات اليابانية ميتسوبيشي وإيتوهام فودز. يقع المصنع الرئيسي للشركة في دلفي بولاية إنديانا، ويوجد أيضًا مصنع لحم الخنزير في هولاند تاونشيب في ميشيغان. بعد تفشي الفيروس التاجي، أغلقت الشركة مصنعها في دلفي في 24 أبريل. وخلال فترة الإغلاق، ظهرت نتائج اختبار 301 عامل إيجابية لفيروس كوفيد- 19في مصنع يعمل به حوالي 2300 شخص. يستطيع هذا المصنع عند العمل بكامل طاقته، أن يذبح وينتج حوالي 17,000 خنزيرًا في اليوم. أُعيد افتتاح مصنع ديفي في 7 مايو.

### جي بس إس-الولايات المتّحدة الأمريكية
جي بي إس-الولايات المتحدّة الأمريكية هي شركة فرعية مملوكة بالكامل لشركة جي بي إس، وهي شركة برازيلية مُصنَّفة كأكبر منتج للحم الخنزير ولحم البقر في العالم. أصيب ما لا يقل عن 227 عاملًا من جي بي إس-الولايات المتحدّة الأمريكية في مصنع في غريلي في كولورادو، بالفيروس التاجي في أبريل 2020، ما أدى إلى إغلاق مصنع يعالج كميات كبيرة من اللحوم يوظّف أكثر من 3000 موظف. بحلول 15 أبريل، توفي أربعة من العمال. صرّحت إدارة الصحة العامة في مقاطعة ويلد في كولورادو، حيث يوجد غريلي، أن مصنع جي بي إس لديه ثقافة «اعمل وأنت مريض»، الأمر الذي نفته الشركة. في 22 أبريل، أعلنت جي بي إس أن مصنع غريلي سيعاد فتحه في 24 أبريل، بعد إغلاق دام تسعة أيام. عندما اقترب مراسلو «أي بي سي» المحليون من المصنع أثناء التحقيق في ظروف العمل، تعامل معهم حراس الأمن العاملون في جي بي إس بعنف، مهددين بكسر الكاميرا الخاصة بهم على الرغم من أنهم كانوا في الممتلكات العامة. قال رئيس المكتب المحلي للاتحاد الدولي لعمال الأغذية والتجارة المتحدة كيم كوردوفا: «أعتقد أنهم يضحّون بالعمال»، مضيفًا «أعتقد أن هذا قد يكون حكمًا بالإعدام»، وأكد فريق أي بي سي الإخباري أن جي بي إس وعدت باختبار جميع عمال المصنع ولكنهم لم يفوا بوعدهم، بعد اليوم الأول من الاختبار الذي كشف أن نسبة كبيرة من مديري المصنع والمشرفين كانوا إيجابيين للفيروس التاجي. وفقًا لمسؤولي الصحة العامة في كولورادو، حتى 18 مايو، أثبتت إصابة 321 عاملًا في مصنع غريلي بفيروس كوفيد-19، وتوفي ثمانية من هؤلاء العمال.
أغلقت جي بي إس مصنعها في سودرتون في بنسلفانيا في 10 أبريل بعد وفاة وكيل متجر نقابي يبلغ من العمر 70عامًا لعمال الأغذية والأغذية المتحدة جرّاء إصابته بكوفيد-19. في 20 أبريل، أغلقت جي بي إس مصنعًا لتجهيز لحم الخنزير يعمل فيه أكثر من 2,000 شخص في ورثينجتون في مينيسوتا، بعد أن كانت نتيجة اختبار 20 عاملًا على الأقل إيجابية. استمر المصنع في العمل. بحلول 21 أبريل، أثبتت إصابة 237 شخص بفيروس كورونا المستجدّ في مصنع جي بي إس في غراند آيلاند في نبراسكا، ذلك وفقًا لمسؤولي صحة محليين. في 21 أبريل، أفاد مسؤولو الصحة المحليون أنهم يحققون في تفشي فيروس كوفيد- 19في مصنع جي بي إس في كاكتوس تكساس، في مقاطعة مور الريفية بولاية تكساس. يوصف المصنع بأنه «مصنع ضخم لتعبئة اللحوم، يصنّع جزءًا كبيرًا من لحم البقر في البلاد». سُجّلَت في مقاطعة مور حالات كثيرة وتعتبر من أعلى معدلات حالات الإصابة بفيروس كوفيد-19 في تكساس. أعلن مسؤولو الصحة العامة في 22 أبريل أن 147 حالة إصابة بالفيروس مرتبطة بمصنع لتعبئة اللحوم جي بي إس في غرين باي في ويسكنسن. في 26 أبريل، أعلنت جي بي إس إغلاق مصنع غرين باي، الذي يعمل به 1200 عامل، وفي أبريل، كانت نتيجة اختبار 34 عاملًا في مصنع جي بي إس في مارشالتاون في آيوا إيجابية، ثم توقفت الشركة عن الإبلاغ عن حالات جديدة. يعمل في المصنع 2400 عامل. في 15 مايو، توفي عامل يبلغ من العمر 62 عام على خلفية إصابته بفيروس كوفيد-19، قبل أسبوع واحد من تاريخ تقاعده المقرر.
بّيلغريم بّرايد هي شركة تابعة لجي بي إس-الولايات المتحدّة الأمريكية، تدير مصانع الدجاج. في أواخر أبريل، بدأ تفشي المرض في مصنع بّيلغريم بّرايد في لوفكين في تكساس، في 8 مايو، عُثَر على عاملة في مصنع لوفكِن متوفّاة في منزلها بعد تشخيصها بـفيروس كوفيد-19. أُجريَت اختبارات فيروس كورونا لجزء من القوة العاملة في مصنع بّيلغرام بّرايد في مورفيلد في فيرجينيا الغربية، وأُعلن عن إصابة 28 عاملًا. يعمل في المصنع 940 عامل، وقد اختبر 520 منهم. وبحلول 11 مايو، أثبتَت إصابة 194 شخص بفيروس كوفيد-19 بين العمّال في مصنع بّيلغرامس بّرايد في كولد سبرينغ في مينيسوتا، الذي يعمل فيه حوالي 1,100 عامل. في نفس اليوم، دارت 75 إلى 85 سيارة مليئة بالعمال حول المصنع، دقوا الأبواق وطالبوا عبر مكبر الصوت بإغلاقه لمدة أسبوعين. أظهرت الاختبارات إصابة عامل واحد على الأقل بالفيروس التاجي في مصنع بّيلغريمس بّرايد عامل واحد في تشاتانوغا في تينيسي، كما أظهر عمال آخرون نتائج إيجابية في مصنع الشركة في تيمبرفيل في فرجينيا، حيث احتج عشرات العمال في أوائل أبريل، على الرغم من أن الشركة رفضت التصريح عن عدد حالات الإصابة بالفيروس.

### ناشيونال بيف
ناشيونال بيف هي شركة كبيرة لتعبئة اللحم البقري تسيطر عليها مارفريغ، ثاني أكبر شركة لتصنيع الأغذية في البرازيل. أُغلِق مصنع تعود ملكيته لناشيونال بيف في تاما في آيوا لمدة أسبوع، بعد تشخيص إصابة 177عاملًا بفيروس كورونا في منشأة توظّف أكثر من 500 عامل. أعيد فتح المصنع في 20 أبريل. ذكر وزير الصحة في كانساس لي نورمان في 24 أبريل أن 250 عاملًا في مصانع تعبئة اللحوم الستة بالولاية مصابون بفيروس كوفيد-19. خلال فترة 11 يومًا في منتصف أبريل، ارتفع عدد الحالات في مقاطعة فورد في كانساس، حيث تدير كل من ناشيونال بيف وكارغِل مصانع في دودج سيتي، من 16 حالة إصابة بالفيروس إلى 288 حالة مشخّصة، وارتفعت الإصابات في سيوارد كونتري في كانساس، حيث يوجد مصنع لحوم ناشيونال بيف من ست حالات إلى 125.

### مجموعة أو إس آي
مجموعة أو إس آي هي شركة أمريكية متعددة الجنسيات لتصنيع اللحوم، تدير 65 مصنعًا في 17 دولة. في 20 أبريل، أغلقت أو إس آي مصنعًا في شيكاغو في إلينوي. وكانت نتيجة الاختبار إيجابية لثلاثين عاملًا في المصنع الذي يوظّف 500 عامل، ويصنع منتجات لحوم البقر والخنزير والدجاج والديك الرومي. أعلنت الشركة عن عزمها لتركيب أنظمة مراقبة درجة حرارة الجسم للعمال.

### رانتول فودز
تدير شركة رانتول فودز مصنعًا لمعالجة لحم الخنزير في رانتول في إلينوي. بحلول 22 مايو، أُثبتَت إصابة 87 عامل على الأقل بفيروس كوفيد-19.

### سيبورد فودز
سيبورد فودز هي شركة أمريكية رئيسية لإنتاج لحم الخنزير متكاملة رأسيًا. في 4 مايو، أعلنت الشركة أن 116 عاملًا في مصنعها في غايمون في أوكلاهوما قد ثبتت إصابتهم بـكوفيد-19. يعمل لدى الشركة حوالي 2700 عامل في مقاطعة تكساس في أوكلاهوما، حيث يقع مصنع غايمون.

### سيبورد تريومف فودز
تعد سيبورد تريمومف فودز مشروعًا مشتركًا بين سيبورد فودز وتريومف فودز، التي تدير مصنعًا جديدًا لتجهيز لحم الخنزير في مدينة سيوكس بولاية آيوا منذ عام 2017. ويقال إن هذا المرفق هو ثاني أكبر مصنع للحم الخنزير الطازج في العالم، ويعمل به 2400 عامل. في 11 مايو، أكّدت الشركة إصابة 59 عاملًا بالفيروس التاجي.

### سميثفيلد فودز
سميثفيلد فودز هي شركة فرعية مملوكة بالكامل لمجموعة دبليو إتش أوف تشاينا، أكبر مصنّع للحم الخنزير في العالم.
في منتصف أبريل 2020، أصبح مصنع سميثفيلد في سيوكس فولز في ساوث داكوتا «نقطة ساخنة» للوباء، إذ كانت نتيجة 300 موظّف من أصل 3700 إيجابية لفيروس كوفيد-19. في 12 أبريل، أعلنت الشركة عن إغلاق غير محدّد للمصنع، الذي يعالج 4 إلى 5 في المئة من إنتاج لحم الخنزير في الولايات المتحدة. قال كينيث سوليفان (الرئيس والمدير التنفيذي لشركة سميثفيلد فودز) إن إغلاق هذا المصنع وغيره من مصانع تجهيز اللحوم «يدفع بلادنا إلى نقطة محفوفة بالمخاطر فيما يخص إمدادات اللحوم». بحلول 14 أبريل، أثبتت إصابة 438 عامل بفيروس كوفيد-19 في مصنع سيوكسفيلد فولز في سميثفيلد، مع ذكر سوليفان «علينا تشغيل مصانع اللحوم هذه حتى عندما يوجد إصابات بفيروس كوفيد-19». وبحلول 17 أبريل، زاد تفشي المرض في سيوكسفيلد فولز ليرتفع عدد الحالات إلى 777، من بينها 634 موظفًا في سميثفيلد و 143 حالة أخرى لأشخاص أصيبوا بالعدوى بعد اتّصالهم مع أحد موظّفي المعمل. ألقى المتحدث باسم سميثفيلد باللوم بما يخص تفشّي الفيروس على «العدد الكبير من المهاجرين» في مصنع سيوكس فولز، وعلق قائلًا إن «الظروف المعيشية في ثقافات معينة تختلف عن تلك التي تعيشها مع عائلتك الأمريكية التقليدية»، ورفض الاتهامات بأن الشركة فشلت في حماية عمالها بشكل صحيح من الوباء. في 23 أبريل، صدر تقرير مكوّن من 15 صفحة من قبل مراكز السيطرة على الأمراض والوقاية منها، خلص إلى أن الحواجز اللغوية فاقمت انتشار الفيروس في مصنع سيوكسفيلد فول، إذ يتكلّم العمّال أكثر من أربعين لغة مختلفة. بالإضافة إلى اللغة الإنجليزية، فإن اللغات العشر الأولى التي يتحدث بها العمال هي: الإسبانية، والكوناما، والسواحيلية، والنيبالية، والتغرينية، والأمهرية، والفرنسية، والأورومية، والفيتنامية. وعندما أظهر العمال أعراض المرض، أُرسلوا إلى المنزل مع نشرات حول المرض باللغة الإنجليزية فقط. كما أفاد مركز السيطرة على الأمراض والوقاية منها أن العمال عرضت عليهم «مكافأة مسؤولية» بقيمة 500,000 دولار إذا لم يفوّتوا أي عمل خلال شهر أبريل.
في 15 أبريل، أعلنت الشركة عن إغلاق مصنع في كوداهي في ويسكنسن، يصنّع لحم الخنزير المقدد والنقانق، ومصنع آخر في مدينة مارتن بولاية ميسوري يصنع لحم الخنزير. أظهر عدد قليل من العاملين في كلا المصنعين نتائج إيجابية للفيروس التاجي، إذ يعتمد كلاهما على مواد من سيوكس فولز. وبحلول 15 أبريل، أظهر 28 عاملًا في المصنع في كوداهي نتائج إيجابية، وفي 24 أبريل، أعلنت سميثفيلد عن إغلاق مصنعها في مونماوث في إلينوي، بعد تفشي الفيروس بين عمّاله. وظّف المصنع 1700 عامل وأنتج 3% من لحم الخنزير الطازج للسوق الأمريكية، وفي نفس اليوم 24 أبريل، أعلن سميثفيلد إغلاق مصنعهم في سانت تشارلز في إلينوي. أعلنت نبراسكا ومسؤولو الصحة المحليون ورئيس البلدية أن مصنع سميثفيلد المحلي لتجهيز لحم الخنزير سيغلق في 29 أبريل. أُكّدَت إصابة ما لا يقل عن 47 حالة بفيروس كوفيد-19 بين العمال في المصنع، الذي يعمل فيه حوالي 2000 عامل.
تمتلك سميثفيلد مصنع فارمر جون في فيرنون في كاليفورنيا، الذي يصنع لحم الخنزير المقدد والنقانق والدوغر دوغ، معظمها لسوق جنوب كاليفورنيا. في 22 مايو، أفاد مسؤول صحي محلي أن 140 عاملًا على الأقل في المصنع أُثبِتَت إصابتهم بالفيروس التاجي

### ستامبيد ميت
ستامبيد ميت هي شركة تدير أربعة مصانع لتجهيز اللحوم في منطقة شيكاغو، وواحد في نيو مكسيكو. في 5 مايو، أفادت السلطات الصحية المحلية أن خمسة عمال في مصنع لحوم ستامبيد في صن لاند بارك في نيو مكسيكو أظهروا نتائج إيجابية لفيروس كوفيد-19. وبحلول 21 مايو، ظهرت نتائج 57 عاملًا في مصنع صن لاند بّارك، وكانت إيجابية لفيروس كوفيد-19.

### تريومف فودز
ثبتت إصابة 373 عاملًا في أحد مصانع لحم الخنزير في تريومف فودز في سانت جوزيف بولاية ميسوري بالفيروس التاجي -17% من أكثر من 1,500 من الاختبارات الجارية- جميعهم بدون أعراض. وبحلول 5 مايو، بلغ عدد الحالات المصابة 412 عاملًا مصابًا. بحلول 16 مايو، ثبتت إصابة 490 حالة على الأقل بفيروس كوفيد-19 في المصنع في سانت جوزيف.

### تايسون فودز
يعد تايسون فودز ثاني أكبر مصنّع للدجاج ولحم البقر ولحم الخنزير في العالم. في 6 أبريل 2020، أُغلِق مصنع لتجهيز لحم الخنزير في تايسون في كولومبوس جانكشن بولاية آيوا، بعد تأكيد إصابة 148عاملًا بفيروس كوفيد-19، توفي منهم عاملَين، وانتقد مسؤولون من بينهم عمدة في مقاطعة بلاك هوك بولاية آيوا تايسون فودز في 17 أبريل، بعد أن بدأ تفشي المرض في مصنع الشركة في واترلو بولاية آيوا. وأغلق تايسون أخيرًا مصنع واترلو في 22 أبريل. وقد أثبتت الاختبارات أن حوالي 180 عاملًا ثبتت إصابتهم بالفيروس التاجي من بين قوة عاملة تتألف من 2800 عامل. وفقًا لتقرير وكالة أسوشيتد برس، قالت الشركة إن الإغلاق «سيؤثّر سلبًا على سوق تربية الخنازير ويقلّل إمدادات اللحوم في البلاد». وأعاد تايسون في نهاية المطاف فتح مصنع واترلو بعد إغلاق دام أسبوعين تقريبًا. بحلول ذلك الوقت، كانت قد أُثبتت إصابة أكثر من 1000عامل في مصنع واترلو بالفيروس التاجي. في 17 مايو، نُظّمت مسيرة للسيارات خارج المصنع لدعم العمّال. رُفعَت اللافتات بالعديد من اللغات لتوصل صوت العمال المهاجرين.
في 20 أبريل، أُكّدَت إصابة 90 في مصنع لحوم البقر ولحم الخنزير في تايسون في غودليتسفيل في تينيسي. يعمل 1600 في المصنع. في 17 أبريل، أعلنت تايسون وفاة أربعة عمال دواجن لهم صلة بمصنع لتجهيز دجاج تايسون في كاميلا في جورجيا. عمل ثلاثة داخل المصنع وعمل آخر في الخارج. صرّحت نقابة متاجر البيع بالتجزئة والبيع بالجملة والنقابة العمّالية، التي تمثل 2000 عامل في المصنع أن عمال المصنع الثلاثة الذين ماتوا كانوا من النساء اللواتي عملن لدى تايسون لمدة 13إلى 35 سنة، وأن العديد من عمال المصنع «مرضى أو في الحجر الصحي». 
أعرب ستيف ستوفر، رئيس قسم اللحوم الطازجة في تايسون فودز، عن بعض المقاومة للاختبار الشامل لعمالهم. قال ستوفر «يريد الجميع اختبار موظفي تعبئة اللحوم، ولكن لا أحد يختبر المجتمعات المحيطة بهم لإظهار ما هو الخط الأصلي للانتقال»، مضيفًا «وإلى أن نعرف خطوط الانتقال، كان سؤالي دائمًا هو: هل نحن السبب أم أننا مجرد ضحية لمحيطنا؟»  أفاد مسؤولو الصحة العامة المحليون أن ثمانية عمال على الأقل في مصنع تايسون في ماديسون بولاية نبراسكا قد ثبتت إصابتهم بالفيروس التاجي بحلول 20 أبريل. بحلول 12 مايو، أفادت تايسون ومسؤولو الصحة العامة المحليون أن 212 عاملًا في مصنع ماديسون أثبتت إصابتهم بالفيروس التاجي. كما أظهر العاملون نتائج إيجابية في مصانع تايسون الأخرى في ليكسينغتون نبراسكا، وداكوتا سيتي نبراسكا.
في 21 أبريل، أعلنت تايسون عن إغلاق مصنع في سنتر بولاية تكساس، يقع في مقاطعة شيلبي في تكساس، وهي مقاطعة ريفية ذات معدل إصابة بفيروس كورونا أعلى بنحو أربعة أضعاف من متوسط الإصابة في الولاية. أفاد طبيب محلي أن أكثر من نصف حالات الإصابة في المقاطعة ذات صلة بمنشأة تايسون، وفي 22 أبريل، أعلن تايسون عن إغلاق مصنع لتجهيز لحم الخنزير في لوغانسبورت في إنديانا، يعمل به أكثر من 2200 عامل بعد أن ظهرت 146 نتيجة إيجابية للفيروس. وقال رئيس مكتب مزرعة إنديانا إن المنظمة «تشعر بقلق بالغ إزاء إغلاق منشأة معالجة لحم الخنزير في تايسون. هذه ضربة مدمرة لمنتجي لحم الخنزير الذين يبيعون الخنازير إلى تايسون». بحلول 1 مايو، بلغ عدد العمال الذين ثبتت إصابتهم بالفيروس التاجي في مصنع لوغانسبورت 890.
في 23 أبريل، أعلنت تايسون عن إغلاق مصنع لتجهيز لحوم البقر في والولا بواشنطن. يعمل في المصنع 1400 عامل. أعلن مسؤولو الصحة العامة المحليون أن أكثر من 90 عاملًا أثبتت إصابتهم بالفيروس التاجي، وتوفي أحدهم. قال ستيف ستوفر (المدير التنفيذي لشركة تايسون): «لسوء الحظ سيعني الإغلاق انخفاض الإمدادات الغذائية، وسيسبب مشاكل للمزارعين الذين ليس لديهم مكان لأخذ ماشيتهم. إنه وضع معقّد عبر سلسلة التوريد». بحلول 16 مايو، أُصيب 277 عاملًا على الأقل في مصنع والولا بفيروس كورونا، وتوفي ثلاثة.
في 27 أبريل، أعلن مسؤولو الصحة العامة في مقاطعة داكوتا بولاية نبراسكا، التي يبلغ عدد سكانها حوالي 20,000 شخص، تأكيد إصابة 608 من السكان بالفيروس التاجي، وهو معدل أعلى بنحو 40 مرة من منطقة أوماها. أكبر مُشغِّل في المقاطعة حتى الآن هو مصنع تعبئة لحوم البقر تايسون في داكوتا سيتي في نبراسكا، الذي يعمل فيه حوالي 4300 شخص. توفي أحد العاملين في هذا المصنع إثر إصابته بفيروس كوفيد-19، ويعتقد المسؤولون المحليون أن التفشي متمركز في مصنع تايسون. وقد ثبت أن ثمانية عمال في مصنع لتجهيز الدجاج في تايسون في بورتلاند بولاية ماين مصابون بالفيروس التاجي، وفي 28 أبريل، دعا مسؤولو الصحة بالولاية إلى إخضاع 400 عامل لفحص الفيروس. وافقت تايسون وعبّرت عن نيتها إغلاق المصنع. في أوائل شهر مايو، قدر الاقتصادي ستيف ماير، الذي يعمل مع شركة «كيرنز أند أسوشيتس» لإدارة المخاطر الزراعية، أن إنتاج لحم الخنزير في تايسون قد انخفض بنسبة 74%. وبحلول 11 مايو، رُبطَت 4585 حالة من حالات الإصابة بكوفيد-19 و8 حالة وفاة بمصانع تايسون في 15 ولاية. في مصنع تايسون في أماريلو في تكساس، ساعد الحرس الوطني في تكساس في اختبار الفيروس التاجي لـ3587 من العاملين. عندما توفرت 1380 نتيجة اختبار في  14مايو، كان 410 منها إيجابية، وهو ما وصفته إذاعة هاي بلاينز العامة بأنّه «رقم مرتفع بشكل مثير للقلق».  بحلول 14 مايو، أُغلق مصنع تايسون في ويلكسبورو بولاية نورث كارولينا، وأُعاد فتحه مرتين بسبب تفشي الفيروس التاجي. في 20 مايو، أُكّدَت إصابة 570 عامل في مصنع ويلكسبورو بكوفيد-19. في 20 مايو، أبلغ العديد من الموظفين أن 270 عاملًا في مصنع تايسون في شيرمان بولاية تكساس قد ثبتت إصابتهم بكوفيد-19. وأكدت الشركة وفاة عامل في المصنع.
في 11 أبريل، قُدّمَت شكوى إلى إدارة السلامة والصحة المهنية في ولاية آيوا بشأن الظروف في مصنع تايسون للأغذية في بيري في آيوا. زُعَم في الشكوى بأنّ الموظّفين يعملون متلاصقين دون اتّباع شروط السلامة وأن الفيروس التاجي ينتشر. لقد استغرقت إدارة السلامة والصحة المهنية في ولاية آيوا تسعة أيام لتطلب من تايسون الرد وثمانية أيام حتى ردت الشركة. في 28 أبريل، صرّحت الإدارة أن جهود الشركة التطوعية كانت «مُرْضِية»، وأُغلِقَت القضية دون فحص المصنع. بعد ذلك بأسبوع، أعلن مسؤولو الصحة العامة إثبات إصابة 730 عاملًا في مصنع بيري بالفيروس التاجي، ما يمثّل 58%من القوى العاملة التي تضم 1250 شخصًا، وصفت الصحف المحلّية هذه النسبة بأنها مثيرة للذهول والدهشة.

### واين فارمز
شركة واين فارمز هي شركة لتصنيع الدجاج تابعة لشركة كونتي غروب في بلجيكا. يواصل مصنع واين فارمز في ألبرتفيل في ألاباما الإنتاج بمعدلات مُخفّضَة بعد أن كشفت الشركة إصابة 75عاملًا ووفاة عامل واحد. في 14 مايو، أفيد أن «عددًا قليلًا» من حالات الإصابة بفيروس كوفيد- 19مرتبط بمصنع واين فارمز في دوبسون في نورث كارولينا. يعمل في هذا المصنع أكثر من 500 عامل.

## التأثير على بدائل اللحوم
أدى نقص اللحوم إلى زيادة المبيعات واهتمام المستثمرين بالمنتجات البديلة للحوم النباتية لشركات مثل إيمبّوسبِل فودز، وبيوند ميت، ونوفاميت. ارتفعت مبيعات الولايات المتحدة من بدائل اللحوم بنسبة 280% عن عام 2019 لنهاية الأسبوع في 14 مارس 2020. 